# Pietro Aldi

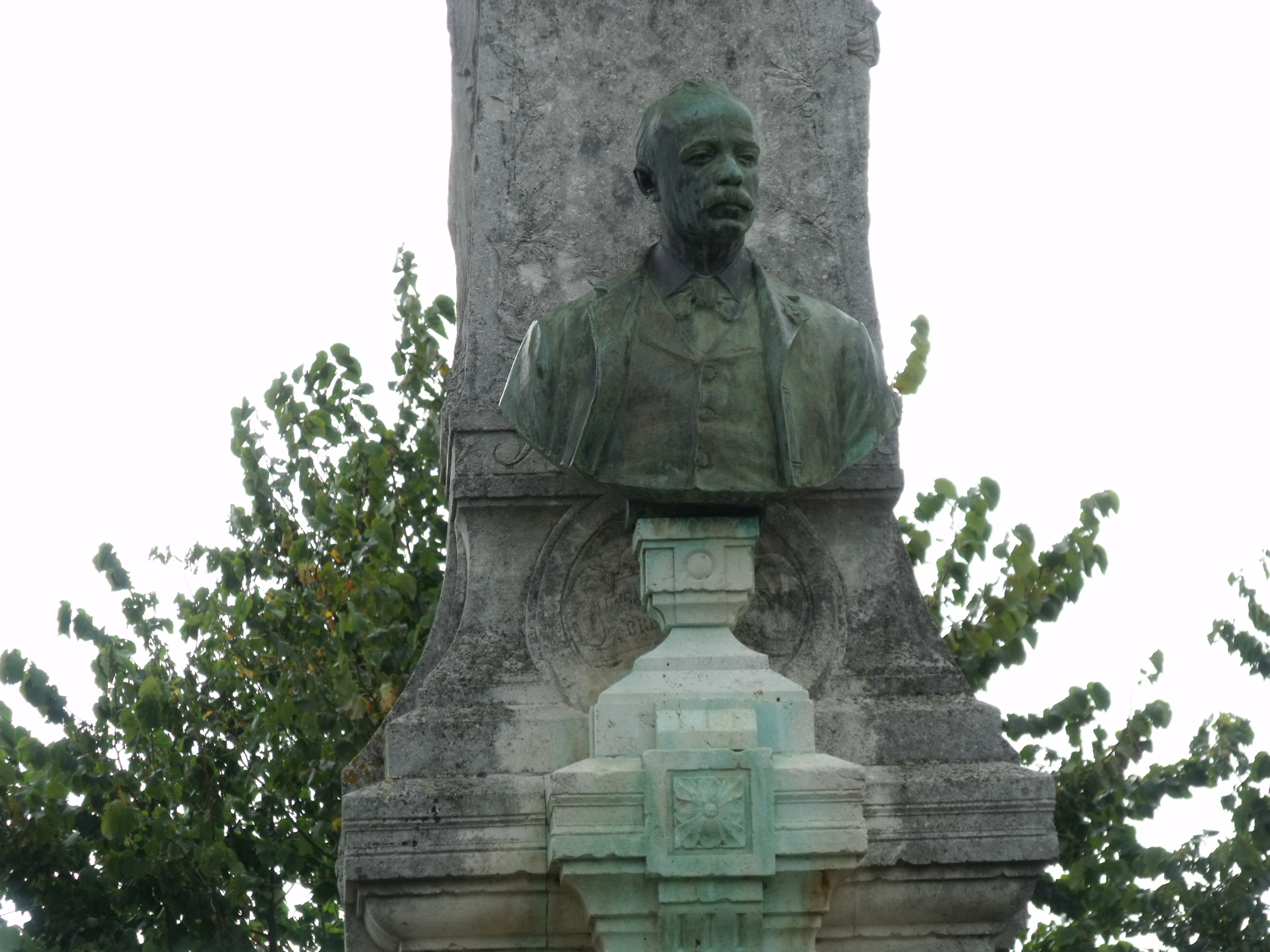
Denkmal des Pietro Aldi auf der Piazza Garibaldi in Manciano

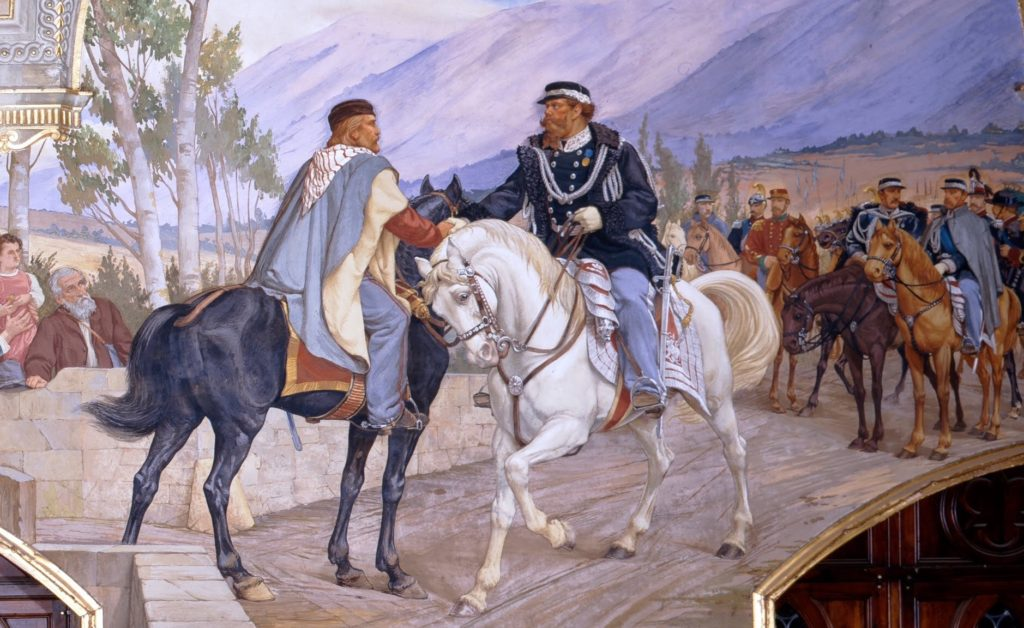
Das Gemälde L’incontro a Teano (1886) im Palazzo Pubblico in Siena

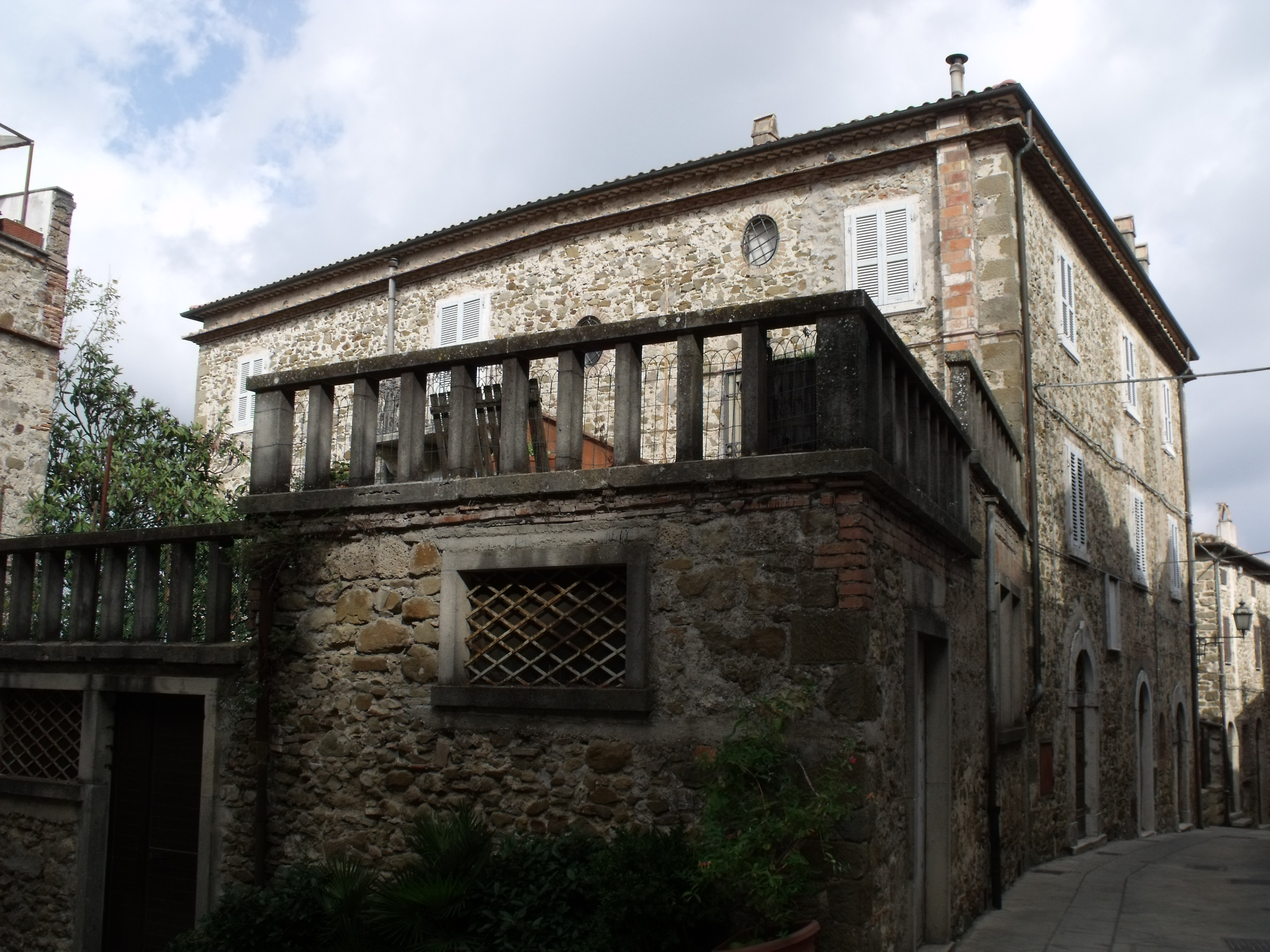
Das Geburtshaus Pietro Aldis in Manciano (Via Curtatone)

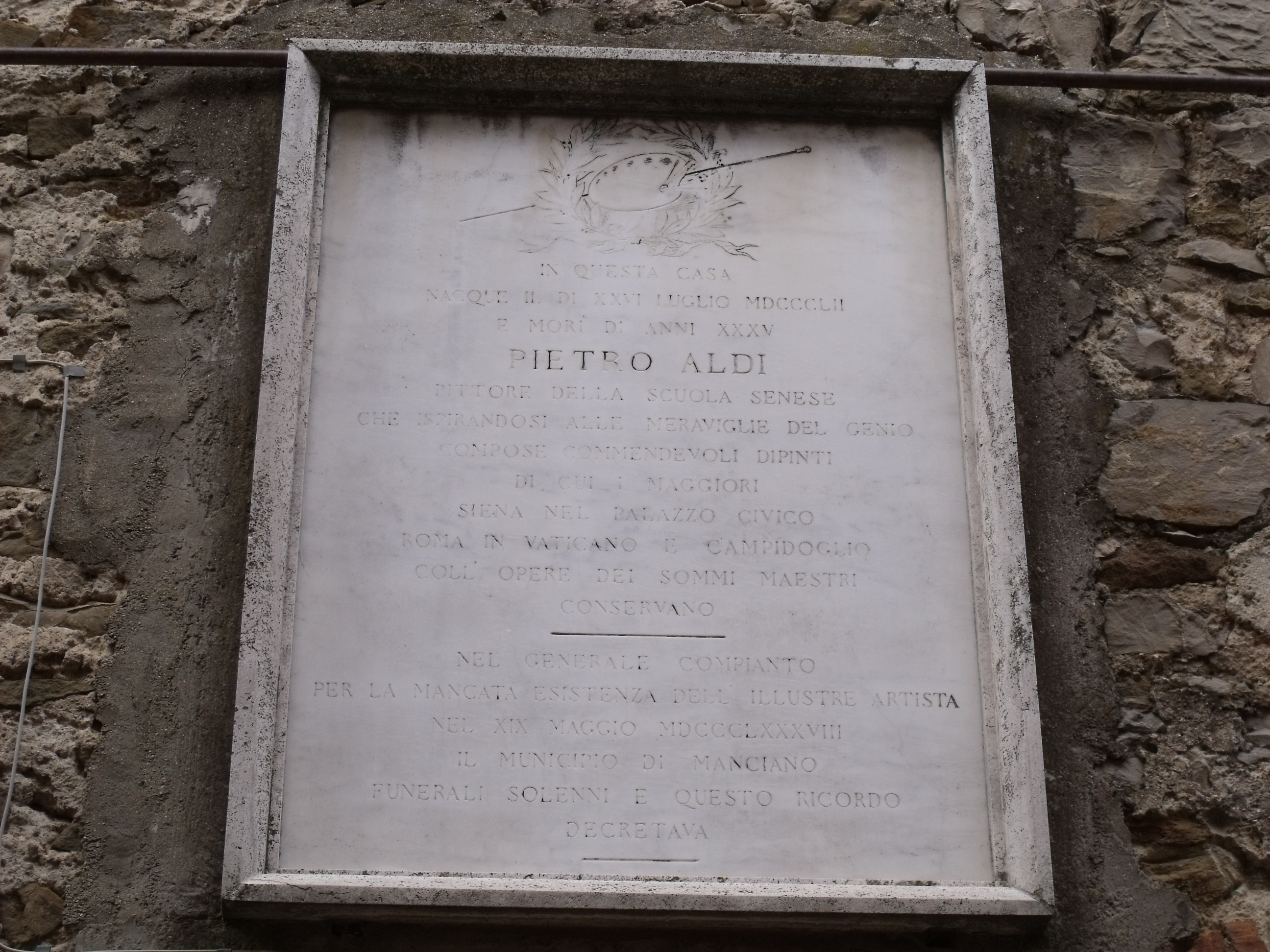
Hinweisschild (1911 angebracht) zu Pietro Aldi am Geburtshaus in Manciano

Pietro Aldi (* 12. Juli 1852 in Manciano; † 18. Mai 1888 ebenda) war ein italienischer Maler.

## Leben
Aldi wurde als Sohn von Olinto Aldi und Teresa Leoni in Manciano in der Via Curtatone geboren. Mit elf Jahren besuchte er das Seminar von Montefiascone. Sein Handwerk erlernte er seit 1864 an der Accademia delle Belle Arti di Siena, wo er seit 1870 Schüler von Luigi Mussini (* 1813 in Berlin; † 1888 in Florenz) war. 1874 gewann er mit dem Gemälde Sconfitta di Corradino a Tagliacozzo das Stipendium Alunnato Biringucci. Hier waren Amos Cassioli und Cesare Maccari die Preisrichter. Durch das Stipendium wurden Aldi Aufenthalte in Rom und Venedig ermöglicht. In Rom erreichte er Aufmerksamkeit mit dem 1878 gemalten Bild Buoso da Duara, welches er auf einer Ausstellung an der Piazza del Popolo zeigte (befindet sich heute im Rathaus von Manciano). Seinen größten Erfolg hatte er 1883 bei einer Ausstellung in den Kapitolinischen Museen in Rom, als er das Werk Le ultime ore della libertà senese (Die letzten Stunden der seneser Freiheit) präsentierte (befindet sich heute im Museumskomplex Santa Maria della Scala, Sala San Pio, in Siena). Sein erfolgreichstes Jahr war 1887, als er im Palazzo Pubblico drei Fresken gestalten konnte. Für die Weltausstellung Paris 1889 wollte er das Werk Nerone contempla l’incendio di Roma beitragen, verstarb allerdings 18. Mai 1888 im Alter von 35 Jahren in Manciano an einer Lungenkrankheit (befindet sich heute im Museum von Santa Maria della Scala, Sala San Pio, Siena).

## Werke (Auswahl)
- Asciano, Museo Cassioli. Pittura senese dell’Ottocento:
  - L’ostracismo di Aristide (Ölgemälde auf Leinwand, 1873 entstanden, 102 × 74 cm[8])
  - Ritratto di signora (Ölgemälde auf Leinwand, ca. 1885 entstanden, 62 × 50 cm[9])
  - Ritratto virile (Ölgemälde auf Leinwand, ca. 1880 entstanden, 47 × 37 cm[10])
- Capalbio, Chiesa di San Nicola: San Nicola di Bari (Leinwandbild[11])
- Gaiole in Chianti, Castello di Brolio: Fresken[7]
- Manciano, Chiesa della SS. Annunziata: L’Annunciazione (Leinwandbild, 1875 entstanden[12])
- Manciano, Rathaus: ca. 180 Gemälde,[6] darunter:[3]
  - Buoso da Duara (Ölgemälde auf Leinwand, 1878, 52 × 70 cm)
  - Don Leonardo (Ölgemälde auf Leinwand, 52 × 65 cm)
  - Le fioraie veneziane (Ölgemälde auf Leinwand, 1880, 52 × 95 cm)
  - Marina Napoletana (Ölgemälde auf Leinwand, 1880, 31 × 19 cm)
  - Ritratto di fianciulla (Ölgemälde auf Leinwand, 1880, 31 × 19 cm)
  - Uscita della processione (Ölgemälde auf Leinwand, 20 × 31 cm)
- Monte Argentario, Convento della Presentazione al Tempio: Madonna col Bambino che consegna a san Paolo della Croce il progetto del convento (1880)
- Pitigliano, Dom Santi Pietro e Paolo:
  - L’imperatore Arrigo IV a Canossa (1885)
  - La predestinazione del giovane Ildebrando (1885)
- Rom, Konservatorenpalast: Il funerale di Pompeo (1882)[6]
- Rom, Lateranpalast: Giuditta che mostra la testa di Oloferne[6]
- Siena, Palazzo Pubblico:
  - Convegno di Vignale (1887)
  - L’incontro a Teano (1886, Fresko)
  - L’armistizio di Novara (1887, Fresko)
- Siena, Palazzo Salimbeni, Kollektion der Monte dei Paschi di Siena:
  - Incontro a Teano (Ölgemälde auf Leinwand, 50 × 72 cm)[13]
  - L’incontro a Vignale tra Vittorio Emanuele II e il generale Radetsky (Ölgemälde auf Leinwand, 50 × 72 cm)[14]
- Siena, Santa Maria della Scala, Sala San Pio:
  - Le ultime ore della libertà senese (Leinwandgemälde, 1882)
  - Nerone contempla l’incendio di Roma (Leinwandgemälde, unvollständig)